# Stony Plain
Stony Plain is een plaats (town) in de Canadese provincie Alberta en telt 12363 inwoners (2006).